# Anacamptis morio
Anacamptis morio (lan cánh xanh) là một loài thực vật có hoa trong họ Lan.

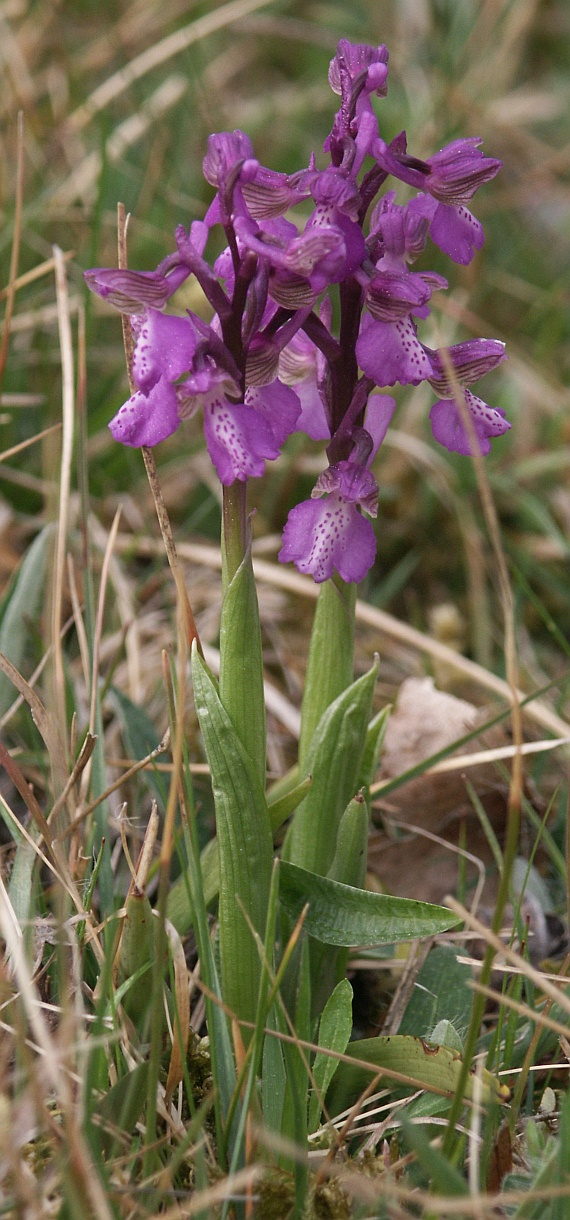
A. morio nở hoa trong vườn.

Hoa

Đây là loài bản địa của tây Á-Âu, phân bố từ châu Âu đến Iran. Ở quần đảo Anh, nó được tìm thấy ở trung-nam England, Wales và Ireland.
Loài này cho hoa từ cuối tháng 4 đến tháng 6 ở quần đảo Anh, và đầu tháng 2 ở các quốc gia khác như Pháp.

## Hình ảnh

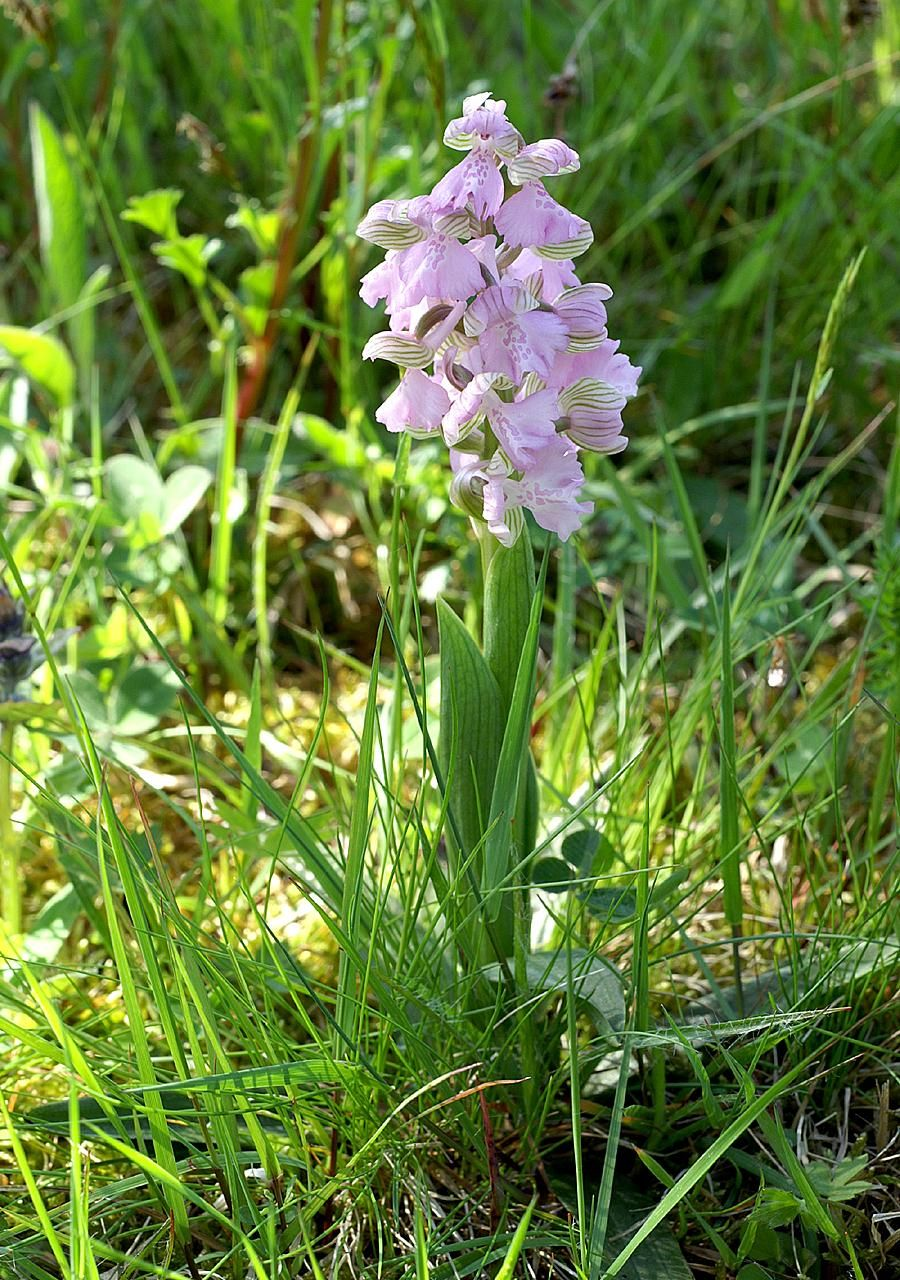